# پینا منیکلی
پینا مِـنیکِـلی (ایتالیایی: Pina Menichelli؛ ۱۰ ژانویهٔ ۱۸۹۰ – ۲۹ اوت ۱۹۸۴) بازیگر اهل ایتالیا بود. وی بین سال‌های ۱۹۱۲ تا ۱۹۲۴ میلادی فعالیت می‌کرد.
از فیلم‌ها یا برنامه‌های تلویزیونی که وی در آن نقش داشته است می‌توان به گل شرارت و مراقب آملیا باش اشاره کرد.